# Барсина (кћи сатрапа Артабаза)
Барсина, кћи битинијског сатрапа Артабаза је била супруга Мемнона Рођанина, војсковође Дарија III, и Александра Великог, македонског краља. Када је Александар 334. п. н. е. напао Персију, Мемнон је, да би стекао Даријеву наклоност, поверио своју супругу и сина персијском цару као таоце. Већ наредне године рата, падом Дамаска, Барсина је заједно са Даријевом породицом пала у заробљеништво. Међутим, како Плутарх преноси позивајући се на Аристобула:
| „ | Како је била васпитана као Хеленка и одликовала се благом ћуди, а отац јој био Артабаз, син једне цареве кћерке, Александар је удостоји своје љубави, и то, као што Аристобул казује, по савету Пармениона, који му је препоручивао да се с том лепом и благородном госпом упозна. | ” |

Са Александром Барсина је имала сина по имену Херакло. Након Александрове смрти, створило се питање наследства. Неарх је иступио с примедбом да нема разлога чекати рођење Александровог детета, кад већ постоји Херакле. Међутим, његов предлог није прихваћен.
Уопште, Барсина, иако је Александру родила Херакла, никада није сматрана краљицом. Према подацима које дају Диодор и Јустин, изгледа да је Херакле одрастао у Пергаму под мајчиним надзором. Последњи пут се спомиње 308. п. н. е. Тада је највероватније заједно са мајком поделио судбину. По Касандровом наговору, Полиперхонт је убио седамнаестогодишњег младића.